# The Plant List
The Plant List är en förteckning, som skapats av Royal Botanic Gardens, Kew och Missouri Botanical Garden, över botaniska artnamn för växter. Den lanserades 2010 och är tänkt att vara heltäckande, det vill säga omfatta alla kända artnamn. Det finns även ett kompletterande projekt som kallas International Plant Names Index (IPNI), där Kew också medverkar. IPNI syftar till att ge information om publicering och är inte avsedd att ange vilka artnamn som accepterats. Nyligen publicerade namn läggs automatiskt från IPNI till World Checklist of Selected Plant Families, en databas som ligger till grund för The Plant List.

## Innehåll
The Plant List omfattar 1 064 035 vetenskapliga växtnamn på arter  där 350 699 är accepterade artnamn inom 642 växtfamiljer och 17 020 växtsläkten. The Plant List omfattar ca 350 699 unika arter och 470 624 synonymer för dessa artnamn, vilket betyder att många arter hänvisas till mer än ett namn. Från och med 2014 har The Plant List fastställt att ytterligare 243 000 namn är oklara i den meningen att botanister hittills inte har kunnat avgöra om de är en egen art eller en dubblering av de 350 699 unika arterna.

## Offentlig publicering
När The Plant List lanserades 2010 (internationella året för biologisk mångfald), lockade den medias uppmärksamhet för sin övergripande inriktning. Fox News framhöll antalet synonymer som noterats och ansåg att detta återspeglar en "överraskande brist" i kunskapen om den biologiska mångfalden på jorden."  The Plant List uppmärksammades även för sitt sätt att bygga vidare på den engelske naturalisten Charles Darwins arbete, där han på 1880-talet påbörjade en växtlista kallad Index Kewensis (IK). Kew har lagt in i genomsnitt 6 000 arter varje år sedan IK publicerades första gången med 400 000 artnamn. IK (som 1913 undvek att göra taxonomiska bedömningar i sina citat) drivs emellertid för närvarande som en del av IPNI snarare än The Plant List.